# Phaniola liturata
Phaniola liturata là một loài ruồi trong họ Tachinidae.